# Narrow Road
Narrow Road è un singolo del rapper statunitense NLE Choppa, pubblicato il 30 luglio 2020 su etichetta NLE Choppa Entertainment.

## Tracce
1. Narrow Road – 4:00